# Konstantín Kovaliov
Konstantín Fedótovich Kovaliov (en ruso: Константин Федотович Ковалёв; Mingrélskaya, Imperio ruso, 20 de mayo de 1913 - Mingrélskaya, Rusia, 16 de febrero de 1995) fue un aviador soviético durante la Gran Guerra Patria, subcomandante del 13.º Escuadrón de Cazas (9.ª división de asalto, Fuerza Aérea de la Flota del Bático), teniente mayor. Héroe de la Unión Soviética.

## Biografía
Nació el 20 de mayo de 1913 en la stanitsa Mingrélskaya del óblast de Kubán del Imperio ruso (actual raión de Abinsk del krai de Krasnodar, en Rusia). En su infancia, trabajó con su padre como zapatero del koljós en el que vivía. Estudió en la escuela de construcción de Novorosisk, trabajando más tarde en la fábrica Krasni kotelshchik de Taganrog y en Rostov del Don. Entre 1934 y 1938 sirvió en el Ejército Rojo. En 1937 se graduó en la escuela de pilotos de Stalingrado y tras acabar su servicio, trabajó en el aeroclub de esa ciudad como instructor.
Al iniciarse la guerra, Kovaliov es movilizado y enviado a Yeisk y más tarde a Mozdok. Aquí finalizaría un curso de perfeccionamiento tras el que fue enviado como subcomandante al 21.º Escuadrón de Cazas y luego al 13.º. Combatiría en las ciudades de Leningrado, Gátchina y Strelna, tomando parte en la liberación de los países bálticos y en los combates en Prusia Oriental. Kovaliov participó hasta mediados de 1943 con este escuadrón en 350 misiones y 35 combates aéreos en los que derribó personalmente doce aviones enemigos y otros doce en conjunto con el escuadrón. Sería trasladado al 14.º Escuadrón Aéreo de la Guardia asignado a la Flota del Báltico, con el que  487 misiones exitosas, 54 combates aéreos en los que derribó personalmente 21 aviones enemigos y en conjunto con el escuadrón 13.
En 1945 acabó los Cursos Superiores de Oficiales de las Fuerzas Aéreas de Marina. En 1946, el capitán Kovaliov pasó a la Reserva. Vivió y trabajó en Krasnodar hasta que en la década de 1980 se retiró en Mingrélskaya.
Estuvo casado con Ekaterina Dmitrievna con quien tendría dos hijos, Vitali y Konstantín. Murió el 16 de febrero de 1995.

## Condecoraciones
Por decreto del Presídium del Sóviet Supremo de la URSS del 22 de enero de 1944 fue nombrado Héroe de la Unión Soviética y recibió la Orden de Lenin y la medalla Estrella de Oro. Asimismo había recibido en 1942 y 1943 tres Órdenes de la Bandera Roja. En 1985 le fue entregada la Orden de la Guerra Patria de 1.ª clase.